# Josep Gou
Josep Gou va ser un mestre de cant parroquial de l'església de Sant Esteve d'Olot el 1650.